# Чабан Сергій Петрович
Сергі́й Петро́вич Чаба́н — сержант МВС України, учасник російсько-української війни.

## Життєпис
1971 року з мамою, котра виховувала його сама, переїхав до Києва. Закінчив одну з київських ЗОШ, у 1987—1989 роках служив у лавах РА на Далекому Сході. По демобілізації 25 років працював у локомотивному депо Київ-Пасажирський.
Займався аматорським футболом — грав за команду депо, захоплювався риболовлею. Відзначався подяками керівництва за сумлінну працю.
В часі війни — доброволець, командир міномета, Харківська бригада оперативного призначення (в/ч 3017), Національна гвардія України. Брав участь у обороні Маріуполя, боях за Лисичанськ та Щастя.
18 лютого 2015-го загинув під час виходу підрозділу з Дебальцевого — снаряд потрапив у КРАЗ, в якому перебував Сергій (водія викинуло через лобове скло, через 5 днів він дістався до Артемівська). Вважався зниклим безвісти, тоді ж зникло безвісти ще двоє вояків з КРАЗа. Тіло перебувало в морзі Дніпропетровська, 9 червня 2015 року ідентифікований за тестом ДНК.
Похований 15 червня 2015 року на Лісовому кладовищі в Києві.

## Нагороди
За особисту мужність, сумлінне та бездоганне служіння Українському народові, зразкове виконання військового обов'язку відзначений — нагороджений
- 15 вересня 2015 року — орденом «За мужність» III ступеня (посмертно).